# IFK Kiruna
IFK Kiruna är en idrottsförening i Kiruna och Sverige. År 1903 bildades föreningen Kiruna Skidklubb, som 1905 ombildades till Kiruna Idrottsförening och den 31 januari 1907 till IFK Kiruna. Föreningen bedriver numera orientering, skidskytte och längdåkning, men var tidigare även framgångsrik i backhoppning, nordisk kombination, hastighetsåkning på skridsko, friidrott (löpning), volleyboll, fotboll, konståkning och ishockey.

## Ishockey
I ishockey har klubben spelat i Sveriges näst högsta division. Laget spelade i Kvalserien till Division I 1971/72 (då högsta serien) och Kvalserien till Elitserien i ishockey säsongerna 1975 och 1978 men slutade sist vid båda tillfällena. Ishockeysektionen bröt sig 1986 ur IFK och bildade en egen förening under namnet Kiruna HC. Denna förenings elitverksamhet slogs sedan 1988 ihop med ishockeyverksamheten i Kiruna AIF under namnet Team Kiruna IF. Nedan en tabell över säsongerna sedan 1947.

### Säsonger
| Säsong     | Division                         | Placering  | NM/kval/playoff                                      |
| IFK Kiruna | IFK Kiruna                       | IFK Kiruna | IFK Kiruna                                           |
| ---------- | -------------------------------- | ---------- | ---------------------------------------------------- |
| 1948/1949  | Malmfältsserien                  | 1          | NM: Utslagna av Piteå                                |
| 1949/1950  | Norra Norrländska                | 2          |                                                      |
| 1950/1951  | Norra Norrländska                | 3          |                                                      |
| 1951/1952  | Norra Norrländska                | 4          |                                                      |
| 1952/1953  | Norra Norrländska                | 3          |                                                      |
| 1953/1954  | Norrbotten                       | 3          |                                                      |
| 1954/1955  | Norra Kustlandsserien            | 4          |                                                      |
| 1955/1956  | Division II Norra Norrländskan   | 4          |                                                      |
| 1956/1957  | Division II Norra                | 5          | nerflyttade                                          |
| 1957/1958  | Division III Norra nordsvenska A | 1          | uppflyttade                                          |
| 1958/1959  | Division II Norra A              | 5          |                                                      |
| 1959/1960  | Division II Norra A              | 4          |                                                      |
| 1960/1961  | Division II Norra A              | 4          |                                                      |
| 1961/1962  | Division II Norra A              | 2          |                                                      |
| 1962/1963  | Division II Norra A              | 2          |                                                      |
| 1963/1964  | Division II Norra A              | 4          |                                                      |
| 1964/1965  | Division II Norra A              | 4          |                                                      |
| 1965/1966  | Division II Norra A              | 2          |                                                      |
| 1966/1967  | Division II Norra A              | 2          |                                                      |
| 1967/1968  | Division II Norra A              | 2          |                                                      |
| 1968/1969  | Division II Norra A              | 5          |                                                      |
| 1969/1970  | Division II Norra A              | 3          |                                                      |
| 1970/1971  | Division II Norra A              | 1          | 3:a i kvalserien                                     |
| 1971/1972  | Division II Norra A              | 9          |                                                      |
| 1972/1973  | Division II Norra A              | 7          |                                                      |
| 1973/1974  | Division II Norra A              | 5          |                                                      |
| 1974/1975  | Division II Norra A              | 1          | 4:a i kvalserien                                     |
| 1975/1976  | Division I Norra                 | 5          |                                                      |
| 1976/1977  | Division I Norra                 | 4          | Playoff: Utslagna av Mora                            |
| 1977/1978  | Division I Norra                 | 2          | Playoff: Besegrar Fagersta och Mora 5:a i kvalserien |
| 1978/1979  | Division I Norra                 | 6          |                                                      |
| 1979/1980  | Division I Norra                 | 4          | Playoff: Utslagna av Södertälje                      |
| 1980/1981  | Division I Norra                 | 5          |                                                      |
| 1981/1982  | Division I Norra                 | 4          | Playoff: Utslagna av Huddinge                        |

| Säsong    | Division              | Placering | Vårserie                  | Playoff/Kval                                                     |
| --------- | --------------------- | --------- | ------------------------- | ---------------------------------------------------------------- |
| 1982/1983 | Division I Norra      | 4         | 3:a i fortsättningsserien |                                                                  |
| 1983/1984 | Division I Norra      | 9         | 7:a i fortsättningsserien | 4:a i kvalserien, nerflyttade                                    |
| 1984/1985 | Division II Norra A 1 | 2         |                           | 1:a i kvalserien, uppflyttade                                    |
| 1985/1986 | Division I Norra      | 8         | 8:a i fortsättningsserien | nerflyttade                                                      |
| Kiruna HC |                       |           |                           |                                                                  |
| 1986/1987 | Division I Norra      |           |                           | 2:a i kvalserien Extra playoff: Besegrar Surahammar, uppflyttade |
| 1987/1988 | Division I Norra      | 5         | 7:a i fortsättningsserien | 2:a i kvalserien                                                 |

Fr.o.m. 1988 ingick man i Team Kiruna IF.

## Fotboll
I fotboll har föreningen spelat i Sveriges tredje högsta division . Fotbollssektionen uppgick 1970 i den då nybildade renodlade fotbollsklubben Kiruna FF.

## Längdskidåkning
I längdskidåkning har medlemmar i IFK Kiruna erövrat flera medaljer i svenska mästerskap, världsmästerskap och olympiska spel. År 1996 hade klubben erövrat omkring 800 distriktsmästerskapsmedaljer. Vid olympiska vinterspelen 1936 i Garmisch-Partenkirchen i Bayern i Tyskland vann IFK Kirunas Erik "Kiruna-Lasse" Larsson 18-kilometersloppet för Sverige.